# Гельвих, Пётр Августович
Пётр А́вгустович Ге́львих (7 декабря 1873 года — 7 мая 1958 года) — российский и советский учёный в области баллистики и теории стрельбы артиллерии, генерал-майор артиллерии (1940), профессор (1935), доктор технических наук (1938). Необоснованно репрессирован (четырежды арестовывался органами госбезопасности); реабилитирован.

## Биография
Лютеранин. Родился в Витебске, в дворянской семье; отец его был преподавателем гимназии. По документам числился немцем, однако его родители имели шведские корни. Брат — Николай Августович Гельвих (1868—?), филолог-латинист. Пётр с 13 лет начал подрабатывать репетиторством, окончил Петроковскую классическую гимназию в 1892 году.
16 августа 1892 года поступил в Киевское пехотное юнкерское училище, окончил в 1894 году с отличием, был выпущен подпоручиком в 3-й мортирный артиллерийский полк, затем поступил в Михайловскую артиллерийскую академию, окончил в 1903 году по первому разряду, в том же году, за отличное окончание Академии был досрочно произведён в капитаны. С 15 сентября 1903 года — репетитор, с 21 июля 1908 года — штатный военный преподаватель в той же академии, с 21 июня 1910 года — штатный военный преподаватель Константиновского артиллерийского училища, позднее вернулся к преподаванию в Артиллерийскую академию. Автор многочисленных научных трудов, теоретических разработок и практических рекомендаций. Первым в мире сформулировал теоретические основы рассеивания дистанционных разрывов. В конце 1914 — начале 1915 годов П. А. Гельвих первым в России создал и испытал два образца авиационных безоткатных пушек. Их планировалось установить на самолёт «Илья Муромец», но командование не решилось на такой эксперимент.
В феврале 1918 года Артиллерийская академия вошла в состав Красной Армии. П. А. Гельвих тогда же добровольно вступил в РККА. С февраля 1918 года служил в должности штатного военного преподавателя 2-х Артиллерийских курсов комсостава (Петроград), в октябре 1919 года переведён штатным преподавателем в Артиллерийскую академию (как внештатный преподаватель работал в ней и до этого). Академия многократно реорганизовывалась, но Гельвих оставался преподавателем во всех академиях-преемниках (Военно-техническая академия, Артиллерийская академия имени Ф. Э. Дзержинского). Совмещал преподавательскую деятельность в 1-й Ленинградской артиллерийской школе имени Красного Октября, работал в Комиссии особых артиллерийских опытов (КОСАРТОП). В 1919 году Петроградское отделение ВЧК задержало Гельвиха в качестве заложника как бывшего царского офицера, однако через 10 дней он был освобождён.
С ноября 1926 года — старший руководитель по кафедре артиллерийских наук Артиллерийской академии, с С марта 1932 года — старший руководитель по кафедре стрельбы.
Один из воспитанников П. А. Гельвих — В. Г. Грабин впоследствии вспоминал:

Совершенно иной тип преподавателя — Пётр Августович Гельвих. Подвижный, любивший остро пошутить (это у него всегда получалось удачно), он в обращении с людьми был так же вежлив и корректен, как С. Г. Петрович, но вспыльчив.
В аудиторию приходил аккуратно, всегда весело приветствовал слушателей, начинал и кончал точно со звонком, но его лекции были многословные и по большей своей части непонятные. Мы сказали ему об этом после первых же двух-трёх занятий. Сказали осторожно, чтобы не обидеть. Вопреки нашим опасениям Пётр Августович весело рассмеялся.
— Не вы первые мне это говорите. Ваши предшественники говорили то же самое. Я был бы поражен, если бы вы сказали, что понимаете мои лекции.
Готовиться к его экзамену по конспектам мы не могли. Готовились по его книгам. В них материал был изложен довольно легко, будто не он писал, а кто-то другой. Да и сам Пётр Августович рекомендовал заниматься не по записям его лекций, а по книгам. Кстати сказать, его труд «Теория стрельбы» был капитальным и единственным в то время.
Пётр Августович всегда сам руководил практическими занятиями на полигонах, на морских фортах, при стрельбе по самолётам. На этих занятиях он показал себя превосходно знающим своё дело. Благодаря Петру Августовичу мы хорошо поняли теорию стрельбы и научились применять её на практике.

Хочется отметить ещё один маленький штришок. Однажды нам предстояло выехать для практических занятий на зенитный полигон. Всем были выданы проездные документы, слушателям — в жесткий вагон, П. А. Гельвих — в мягкий. Но он категорически отказался от положенной ему привилегии и попросил билет в один вагон со слушателями. Не стану говорить, как нам это было приятно. К тому же он всю дорогу рассказывал всякие интересные истории. Купе, в котором находился Пётр Августович, постоянно было набито людьми.— Грабин В. Г. Оружие Победы.
В 1930 году был арестован Особым отделом ЛВО по подозрению в участии в антисоветской офицерской организации. Находился в заключении под следствием 5 месяцев, затем был освобождён.
В период массовых репрессий в РККА в 1938 году был арестован УНКВД по Ленинградской области по подозрению в шпионаже и в участии в антисоветском военном заговоре (провёл в тюрьме 8 месяцев). В июне 1938 года его уволили из РККА по статье 44, пункт «в» Положения о прохождении службы командным и начальствующим составом Рабоче-Крестьянской Красной Армии. В марте 1939 года был освобождён «в связи с прекращением дела» и восстановлен в РККА, вернулся в академию на прежнюю должность. Будучи начальником кафедры стрельбы Артиллерийской академии имени Ф. Э. Дзержинского, П. А. Гельвих проводил научные исследования, писал учебники и учебные пособия. В 1941 году П. А. Гельвих был удостоен Сталинской премии за большие заслуги в научных исследованиях и научные труды в области теории вероятностей и теории стрельбы.
27 января 1944 года П. А. Гельвих был вновь арестован. Его обвинили в шпионаже в пользу германской разведки аж с 1923 года. Вину не признал. Ввиду отсутствия доказательств следователь добавил ещё одно обвинение в антисоветской агитации — «в тюремной камере высказывал сокамерникам пораженческие взгляда и восхвалял гитлеровскую Германию», а также «был членом антисоветской организации в Артиллерийской академии».
Провёл в тюрьме под следствием 8 лет, встретив в тюремной камере свой 80-летний юбилей.
Приговором Военной коллегии Верховного суда СССР от 27 марта 1952 года был признан виновным по ст. 58-1 «б» (измена Родине) и ст. 58-10 ч. 1 (антисоветская агитация) УК РСФСР, приговорён к 15 годам лишения свободы. На суде также не признал себя виновным. В лагере П. А. Гельвих, несмотря на свой возраст, регулярно делал утреннюю зарядку. Он продолжал высчитывать формулы и не мог спать от невозможности их записать. С большим трудом он достал тетрадь и карандаш, но тетрадь надзиратели отобрали и сожгли. П. А. Гельвих бережно хранил номер «Известий» от 14 марта 1941 года с постановлением о присуждении ему Сталинской премии.
23 июля 1953 года дело П. А. Гельвиха было пересмотрено. Он был полностью реабилитирован, восстановлен во всех правах.
В октябре 1953 года уволен в отставку по болезни, однако продолжил работу в Артиллерийской академии. 7 декабря 1953 года в Артиллерийской академии было проведено торжественное собрание в честь восьмидесятилетия со дня рождения и пятидесятилетия творческой деятельности Петра Августовича Гельвиха. На нем он высказался о своей непоколебимой преданности Родине и любви к Советской армии и академии.
Умер в Ленинграде в 1958 году, похоронен на Богословском кладбище.

## Воинские звания

### Российской империи
- подпоручик — (старшинство 7.8.1893)
- поручик — (ст. 7.8.1897)
- штабс-капитан — (ст. 7.8.1901)
- капитан — (ст. 23.05.1903) — за отличное окончание Михайловской артиллерийской академии
- полковник (ст. 6.12.1910)[12]

### СССР
- дивинженер (13.02.1936)
- генерал-майор артиллерии (4.06.1940)

## Награды

### Российской империи
- Орден Святой Анны 3-й степени (1907)[13]
- Орден Святого Станислава 2-й степени (1911)
- Орден Святого Владимира 4-й степени (6 декабря 1914)
- Орден Святого Владимира 3-й степени (22 марта 1915)

### Советского Союза
- Два Ордена Ленина (7 декабря 1940, 5 ноября 1954)[14]
- Медаль «XX лет Рабоче-Крестьянской Красной Армии» (22 февраля 1938)
- Медаль «За победу над Германией в Великой Отечественной войне 1941—1945 гг.» (вручена после 1953)
- Сталинская премия I степени (14 марта 1941) — за научные работы: «О рассеивании, вероятности попадания и математическом ожидании числа попадания», (1934); «Теоретические основания выработки правил стрельбы», (1936); «Стрельба по быстродвижущимся целям», (1940)

## Научные работы
- Некоторые вопросы теории вероятностей. — СПб, 1907.
- О механических дистанционных трубках. — СПб, 1913.
- Курс артиллерии для ускоренной подготовки в офицеры: Действительность стрельбы. — Петроград: Константиновское арт. училище, 1916.
- О неоднообразии теплового состояния. — Петроград, 1916.
- Прицеливание орудий и таблицы стрельбы. — Петроград: 2-е Артиллерийские командные курсы, 1919.
- Основания устройства артиллерии. — 1920.
- О движении продолговатого снаряда в воздухе. — 1920.
- О разлете шрапнельных пуль. — 1920.
- Теория ошибок. Ч. 1-3. — Ленинград, 1925—1928.
- Основы теории вероятностей. — Ленинград: 1926.
- К вопросу о стрельбе по быстро движущимся целям. — Ленинград, 1928.
- Стрельба. В 2 томах. — Ленинград, 1928—1929[15].
- Принципы устройства дистанционных трубок. — Ленинград: Военно-техническая академия РККА, 1930.
- Теория вероятностей. — М., 1931.
- Основные сведения по теории вероятностей. — Ленинград: Военно-техническая академия РККА им. тов. Дзержинского, 1931.
- О рассеивании, вероятности попадания и математическом ожидании числа попадания. — 1934.
- Теоретические основания выработки правил стрельбы. — 1936.
- Стрельба по быстродвижущимся целям. — 1940.
- Курс теории вероятностей. 3-е изд., перераб. и доп. — Москва, 1941.
- Записки по теории вероятностей. — 1943.